# Moscow, Skottland
Moscow är en by i East Ayrshire, Skottland. Byn är belägen 7 km 
från Kilmarnock. Orten har 271 invånare (1991).